# مركز يوينجلينج
مركز يوينجلينج (بالإنجليزية: Yuengling Center)‏ (سابقًا قبة الشمس لجامعة جنوب فلوريدا) هي ساحة داخلية في الحرم الجامعي الرئيسي لجامعة جنوب فلوريدا في تامبا، فلوريدا. بدأ البناء في نوفمبر 1977، وافتتح في نوفمبر 1980.